# Moxee (Washington)
Moxee je grad u američkoj saveznoj državi Washington. Prema popisu stanovništva iz 2010. u njemu je živjelo 3.308 stanovnika.